# Jüdischer Friedhof (Eisenach)

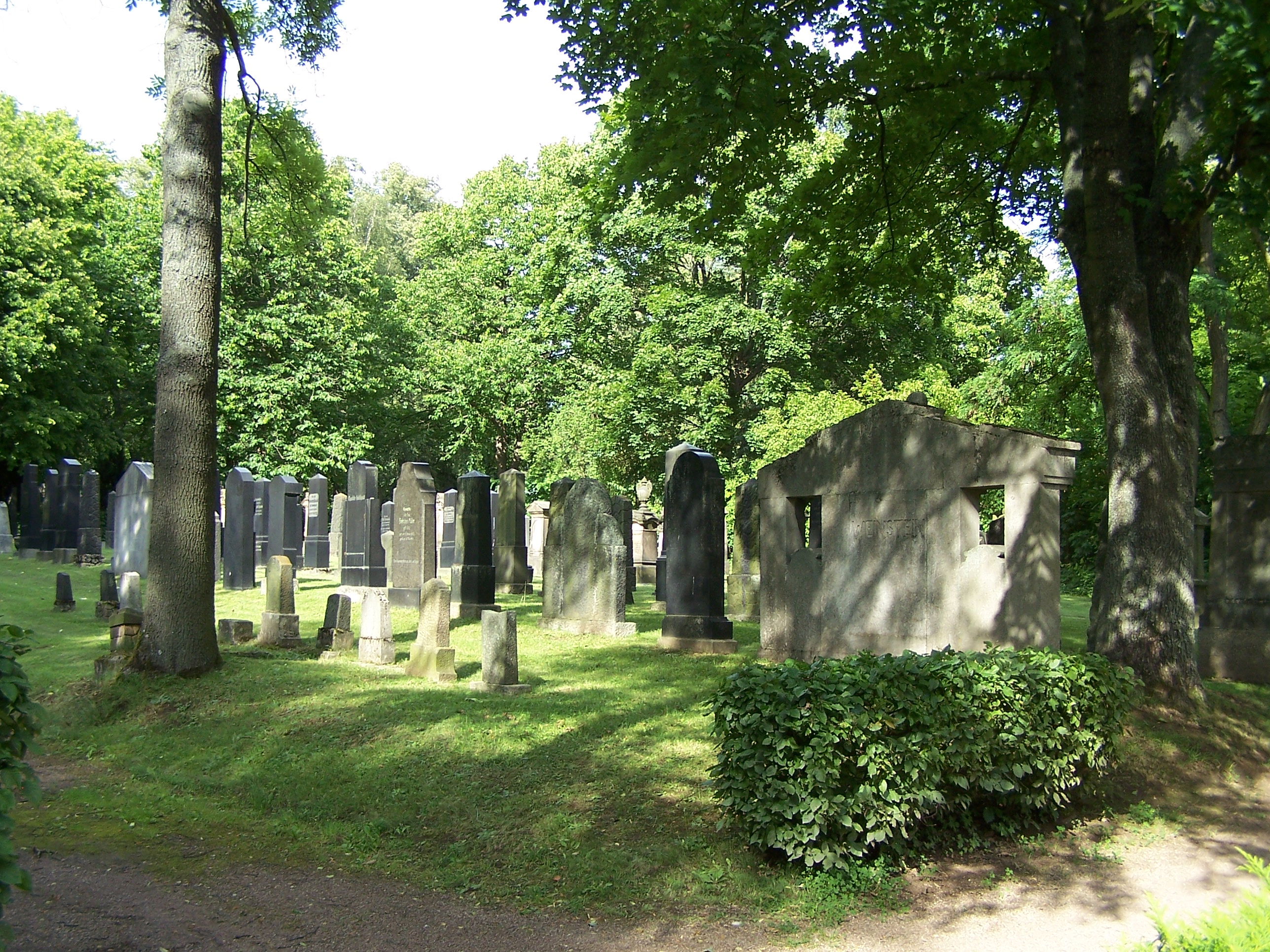
Jüdischer Friedhof in Eisenach

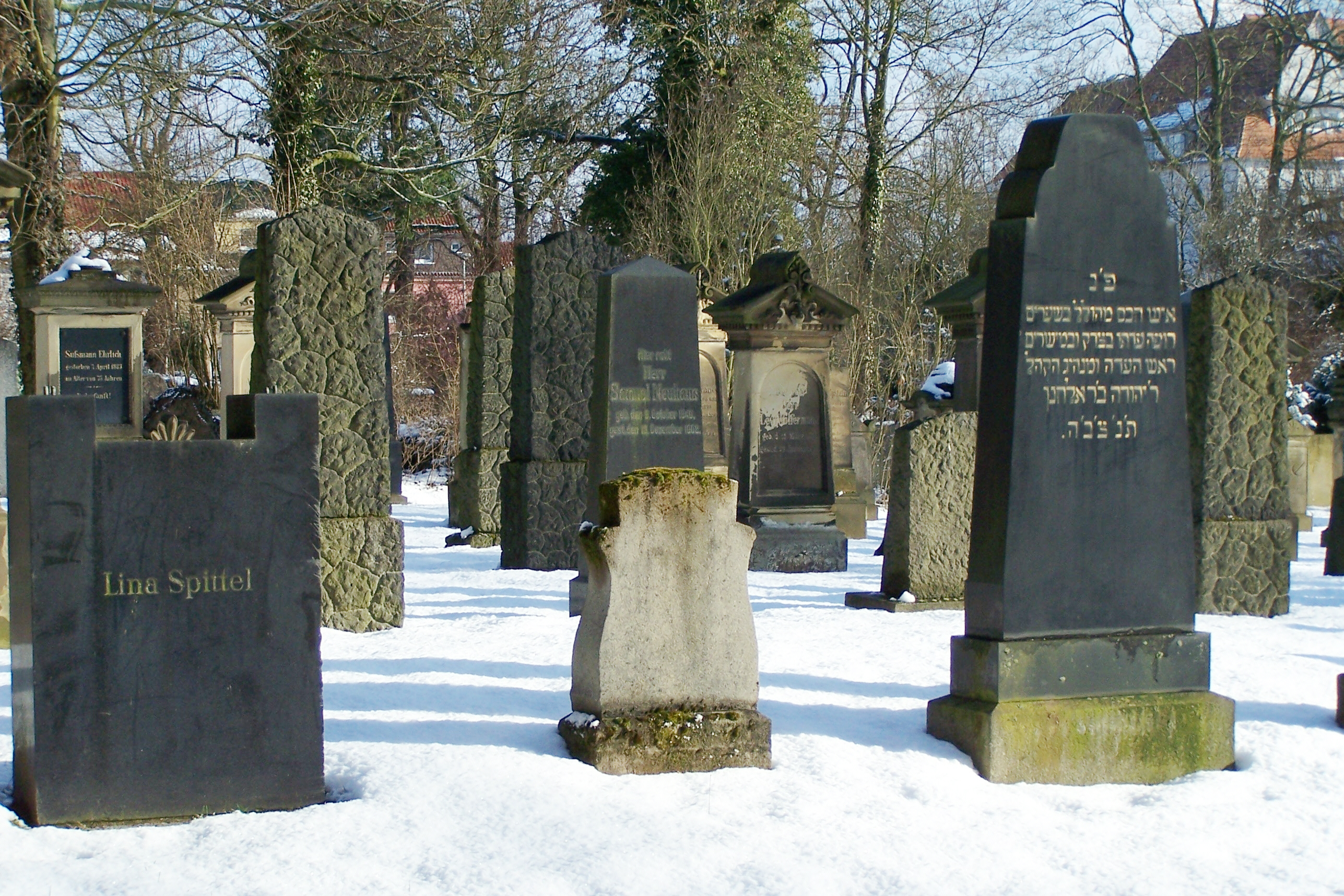
Grabsteine

Der Jüdische Friedhof in Eisenach, einer Stadt im Westen Thüringens, wurde 1867 als jüdischer Friedhof innerhalb des städtischen Hauptfriedhofs errichtet.

## Geschichte
Bis in die 1860er Jahre wurden die verstorbenen Angehörigen der Eisenacher jüdischen Gemeinde auf dem jüdischen Friedhof in Herleshausen bestattet. Im Jahr 1867 konnte mit der Errichtung des Hauptfriedhofs ein jüdischer Friedhofsteil (alter Friedhof) angelegt werden. Die erste Beisetzung war am 31. März 1868 (Löb Stiebel). 
Während des Ersten Weltkrieges wurde auf dem Gelände des Hauptfriedhofs ein neuer jüdischer Friedhofsteil angelegt. Er umfasst zehn Grabreihen mit über achtzig Grabsteinen. Der Friedhof wurde bis 1940 und wieder nach 1945 belegt. 
Da die erhaltenen, häufig aus Sandstein bestehenden Grabsteine nach und nach verwittern und die Inschriften zunehmend unlesbar werden, hat eine Gruppe interessierter Eisenacher Bürger mit einer umfassenden Dokumentation der etwa 250 Grabsteine auf beiden Gräberfeldern begonnen. Hierzu gehört neben dem Fotografieren der Grabdenkmale auch die Übersetzung der hebräischen Inschriften mit den Namen und oft detaillierten biografischen Informationen über die Verstorbenen. Die mit Mitteln aus dem Kulturfonds der Stadt Eisenach unterstützte Arbeit soll als Beiheft zur Zeitschrift für Thüringische Geschichte veröffentlicht werden und auch der Jerusalemer Gedenkstätte Yad Vashem für ihre Forschungsarbeit zur Verfügung gestellt werden.